# Jadwiga mazowiecka
Jadwiga (ur. między 1389 a 1397, zm. po 19 lutego 1439) – księżniczka mazowiecka z dynastii Piastów. 
Córka księcia mazowieckiego Siemowita IV i Aleksandry, siostry króla Polski i wielkiego księcia Litwy Władysława II Jagiełły. Żona węgierskiego magnata i barona królestwa węgierskiego Jana z Gary.

## Data urodzenia
Jadwiga była najstarszą córką Siemowita IV i Aleksandry. Dokładna data jej narodzin nie jest znana. Można na podstawie dat urodzenia jej rodzeństwa jedynie określić zakres lat, w którym Piastówna przyszła na świat. Uznaje się bowiem, że Siemowit V był jej starszym bratem, zaś Cymbarka i Amelia były od niej młodsze. Zatem Jadwiga urodziła się między 1389 a 1397.

## Małżeństwo z Janem z Gary
W styczniu 1410 Jadwiga została wydana za węgierskiego magnata Jana z Gary. Małżeństwo z baronem królestwa węgierskiego miało niewątpliwie cel polityczny. Ojciec Jadwigi, Siemowit IV w czasie wojny polsko-krzyżackiej chciał się zbliżyć do króla Węgier Zygmunta Luksemburskiego, będącego wówczas jeszcze cichym sojusznikiem zakonu krzyżackiego. Nie jest wykluczone, że ślub córki swojego lennika z wpływowym magnatem węgierskim zaaprobował król Polski Władysław II Jagiełło, licząc na to, że po poprawie jego stosunków z Zygmuntem Luksemburskim król Węgier doprowadzi do zgody polsko-krzyżackiej. Rolę swatki pełniła zapewne Barbara Cylejska, królowa węgierska i kuzynka królowej polskiej Anny Cylejskiej.

## Oskarżenie o mężobójstwo
W 1435 przed sejmem węgierskim rozpoczął się proces Jadwigi, oskarżonej o otrucie męża w 1428. Jadwiga miała popełnić mężobójstwo w obawie, że Jan z Gary dowie się o jej cudzołożnym związku z jednym z jego krewnych, Mikołajem (Miklósem) Széchenyim. Ponadto w toku procesu Piastównę oskarżono o namawianie do nierządu córki, Katarzyny. Zeznania rodziny Jana z Gary, należącej do elity węgierskiej, stanowiły wiarygodny dowód dla orzekającego w sprawie Zygmunta Luksemburskiego, który w obliczu ciężaru zarzucanych Jadwidze czynów wydał surowy wyrok. Cały jej majątek uległ konfiskacie, a ją samą dożywotnio uwięziono w zamku rodziny męża. Do końca życia Piastówna pozostała w więzieniu.

## Genealogia
| Siemowit III ur. ok. 1320 zm. 16 VI 1381 | Siemowit III ur. ok. 1320 zm. 16 VI 1381 |                                           |                                           | Eufemia 1) ur. ok. 1319 zm. przed 11 IX 1352 | Eufemia 1) ur. ok. 1319 zm. przed 11 IX 1352 |  |  | Olgierd ur. ok. 1296 zm. 1377 | Olgierd ur. ok. 1296 zm. 1377 |                                  |                                  | Julianna ur. ok. 1330 zm. wiosna 1392 | Julianna ur. ok. 1330 zm. wiosna 1392 |
|                                          |                                          |                                           |                                           |                                              |                                              |  |  |                               |                               |                                  |                                  |                                       |                                       |
|                                          |                                          |                                           |                                           |                                              |                                              |  |  |                               |                               |                                  |                                  |                                       |                                       |
|                                          |                                          | Siemowit IV ur. ok. 1352 zm. styczeń 1426 | Siemowit IV ur. ok. 1352 zm. styczeń 1426 |                                              |                                              |  |  |                               |                               | Aleksandra ur. ok. 1370 zm. 1434 | Aleksandra ur. ok. 1370 zm. 1434 |                                       |                                       |
|                                          |                                          |                                           |                                           |                                              |                                              |  |  |                               |                               |                                  |                                  |                                       |                                       |
|                                          |                                          |                                           |                                           |                                              |                                              |  |  |                               |                               |                                  |                                  |                                       |                                       |
|                                          |                                          |                                           |                                           |                                              |                                              |  |  |                               |                               |                                  |                                  |                                       |                                       |

|        |        | Jan z Gary ur. ok. 1371 zm. 1428 OO styczeń 1410 | Jan z Gary ur. ok. 1371 zm. 1428 OO styczeń 1410 | Jadwiga ur. 1389-1397 zm. po 19 II 1439 | Jadwiga ur. 1389-1397 zm. po 19 II 1439 |               |               |  |  |
|        |        |                                                  |                                                  |                                         |                                         |               |               |  |  |
|        |        |                                                  |                                                  |                                         |                                         |               |               |  |  |
|        |        |                                                  |                                                  |                                         |                                         |               |               |  |  |
| Stefan | Stefan | Jadwiga                                          | Jadwiga                                          | Katarzyna                               | Katarzyna                               | Dorota z Gary | Dorota z Gary |  |  |

| 1. córka Mikołaja II |